# Verbandsgemeinde Obere Aller
Die Verbandsgemeinde Obere Aller ist eine Gebietskörperschaft im Landkreis Börde in Sachsen-Anhalt.

## Geographie
Die Verbandsgemeinde liegt an der namensgebenden Aller und südlich der Bundesautobahn 2.

## Mitgliedsgemeinden
Die Verbandsgemeinde Obere Aller hat folgende sieben Mitgliedsgemeinden:
- Eilsleben
- Harbke
- Hötensleben
- Sommersdorf
- Ummendorf
- Völpke
- Wefensleben

## Geschichte
Die Verbandsgemeinde gründete sich am 1. Januar 2010, die Verwaltungsgemeinschaft Obere Aller wurde damit aufgelöst.
Da Verbandsgemeinden höchstens acht Mitgliedsgemeinden mit jeweils mindestens 1.000 Einwohnern haben dürfen, gab es noch am selben Tag folgende Zusammenschlüsse:
- Eingemeindung der Gemeinden Barneberg (734 Einwohner) und Wackersleben (707 Einwohner) in die Gemeinde Hötensleben, deren Einwohnerzahl sich von 2.554 auf 3.995 erhöhte
- Eingemeindung der Gemeinde Marienborn (504 Einwohner) in die Gemeinde Sommersdorf, deren Einwohnerzahl sich von 1.030 auf 1.534 erhöhte
- Eingemeindung der Gemeinde Wormsdorf (529 Einwohner) in die Gemeinde Eilsleben, deren Einwohnerzahl sich von 2.180 auf 2.709 erhöhte

Am 1. September 2010 wurden die Gemeinden Drackenstedt, Druxberge und Ovelgünne in die Gemeinde Eilsleben per Gesetz eingemeindet.
Die gegebenen Einwohnerzahlen beziehen sich jeweils auf den Stichtag 31. Dezember 2008.

## Politik

### Wappen
Das Wappen wurde am 19. Oktober 2010 durch den Landkreis genehmigt.
Blasonierung: „Eine blaue Flanke mit in der Art eines Flankenbalkens angesetzter blauer Wellenleiste, oberhalb der Wellenleiste in Silber blaue Schlägel und Eisen unterhalb mit schwarzen Fugenstrichen golden gemauert, die Flanke belegt mit einer goldenen Ähre mit zwei Halmblättern.“
Das Wappen wurde vom Magdeburger Heraldiker Jörg Mantzsch gestaltet.

### Flagge
Die Flagge ist blau-weiß (1:1) gestreift (Querform: Streifen waagerecht verlaufend, Längsform: Streifen senkrecht verlaufend) und mittig mit dem Verbandsgemeindewappen belegt.

## Verkehr
Durch das Verbandsgemeindegebiet führen die Bundesstraßen 245, 245a und 246a. Außerdem gibt es Bahnhöfe der Bahnstrecke Braunschweig–Magdeburg in Marienborn, Wefensleben, Eilsleben, Ovelgünne und Drackenstedt. In Völpke befand sich ein Bahnhof der heute nicht mehr benutzten Bahnstrecke Eilsleben–Schöningen.